# Аріадна Медіна
Аріадна Медіна (14 жовтня 1972) — мексиканська синхронна плавчиня.
Учасниця Олімпійських Ігор 1996 року, де в змаганнях груп у складі своєї збірної посіла останнє, 8-ме, місце.